# Talysarn
Talysarn är en by i Gwynedd i Wales. Byn är belägen 189,8 km 
från Cardiff. Orten har 1 110 invånare (2016).